# 安定思公主
安定思公主（あんていしこうしゅ、654年 - 654年）は、唐の高宗と則天武后の間に生まれた長女。生まれて間もなく亡くなり、安定公主を追封された。諡は思。同母妹に太平公主がいる。
公主の死により、高宗は最初の妻である王皇后を恨み、のちの廃后につながった。結果として、当時は昭儀であった武照（後の則天武后）が公主の死の最大の受益者となった。

## 概要
北宋に成立した『新唐書』や『資治通鑑』は、母である武照が幼い我が子を手にかけ、それを王皇后のしわざに見せかけたと記す。それらによれば、武照が公主を生んだ後、無聊をかこっていた王皇后が武照のもとを訪れ、公主と戯れた。王皇后が去ると、武照は公主を絞め殺して白い布で覆っておいた。高宗が来ると、武照は笑みを装いながら公主にかけた布を取り、高宗とともに公主が亡くなっているのを見て、武照は慟哭した。高宗が周囲の者に何があったのかを尋ねると「さきほど皇后がお通りになられた」と答えたため、高宗は王皇后が公主を殺したと激怒した。武照もまた泣きながら皇后の罪だと訴え、王皇后は潔白を証明することができなかったため、高宗は王皇后を廃して武照を皇后に立てた、という。
ただし、『旧唐書』や『唐会要』は、公主がにわかに没したとのみ記している。則天武后に対して反乱を起こした徐敬業のために駱賓王が記した檄文「為徐敬業討武曌檄」は則天武后を批判するものであるが、この件について言及はされていない。
664年、高宗と則天武后は、彼女を安定公主に追封して「思」と諡し、親王の礼を以て徳業寺に葬り、その後崇敬寺に改葬した。

## 登場作品
テレビドラマ
- 『二人の王女』（2012年、中国、演：アリッサ・チア）※乳母に助けられて生き延びたという設定。